# Hoi förlag
Hoi förlag (ibland skrivet Hoi Förlag; Hoi är en förkortning av House of independents) är ett svenskt bokförlag. När det grundades 2010, var det ett av de första svenska hybridförlagen – bokförlag som kombinerar redaktionellt förlagsansvar med att författarna själva delfinansierar utgivningen. Hoi förlag har redaktioner i både Stockholm och Helsingborg.
Förlaget ger ut knappt 100 boktitlar per år, och totalt har man fram till 2019 givit ut drygt 400 olika böcker av över 200 författare. Man är expansiva på området ljudböcker och påstår själva att underetiketten Lusthuset Förlag är ledande i Sverige inom marknadssegmentet erotisk litteratur. Omsättningen var 2017 drygt 15 miljoner kronor.
Bland förlagets utgivna författare finns namn som Terese Alvén, Mats Erasmie, Daniel Akenine, Mats Ahlstedt, Susanne Boll, Sölve Dahlgren, Bodil Mårtensson och Patrik Wincent.
Med början 2019 ger Hoi förlag också ut böcker av utländska författare i svensk översättning. Bland de första författarnamnen i denna nya satsning finns kanadensiska deckarförfattaren Giles Blunt och australisk-franska Victoria Brownlee (verksam inom den så kallade feelgoodgenren).